# Kristina Kiss
Pour les articles homonymes, voir Kiss.
Kristina Kiss, née le 13 février 1981 à Ottawa, est une joueuse canadienne de soccer évoluant au poste de milieu de terrain.

## Carrière
Kristina Kiss compte 75 sélections et huit buts en équipe du Canada entre 2000 et 2008. Elle reçoit sa première sélection le 12 mars 2000, contre la Chine, à l'occasion de l'Algarve Cup (défaite 0-4).
Elle se classe quatrième de la Gold Cup féminine 2000, puis termine finaliste de la Gold Cup féminine 2002. En 2003, elle remporte la médaille d'argent lors des Jeux panaméricains, avec la sélection des moins de 23 ans. Elle participe ensuite à la Coupe du monde 2003 organisée aux États-Unis, le Canada terminant quatrième du tournoi. Finaliste de la Gold Cup féminine 2006, elle est ensuite médaillée de bronze des Jeux panaméricains de 2007, puis dispute la Coupe du monde 2007 qui se déroule en Chine. 
Vainqueur du Tournoi de Chypre en 2008, elle obtient sa dernière sélection sous le maillot canadien le 27 juillet 2008, en match amical contre Singapour (victoire 8-0). 